# Elin Rosseland

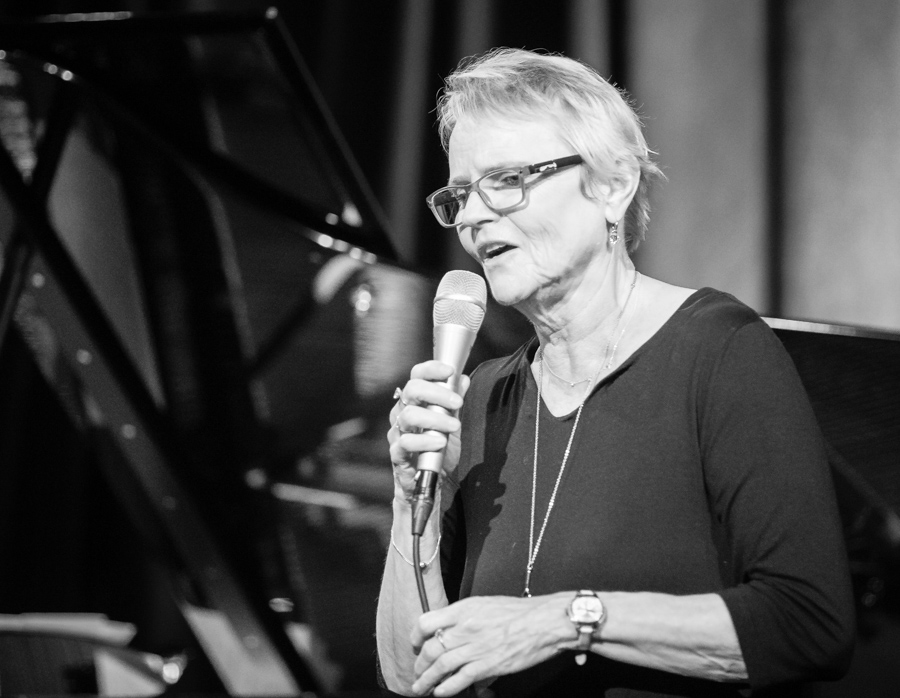
Elin Rosseland (2019)
Bild: Tore Sætre

Elin Rosseland (* 5. April 1959) ist eine norwegische Jazz-Sängerin und Komponistin.

## Biografie
Elin Rosseland wurde 1980 bis 1984 an der Norwegischen Musikhochschule in Oslo ausgebildet, wo sie heute unterrichtet. Nach Abschluss ihres Studiums sang sie in ihrem Quintett Fair Play 1987 bis 1990 zusammen mit Tor Yttredal, Vigleik Storaas, Johannes Eick und Trond Kopperud. Nach mehrjährigem Engagement in der Fusionband Søyr (1986–1994) bildete sie zwischen 1995 und 1999 zusammen mit Sidsel Endresen und Eldbjørg Raknes das Gesangstrio ESE. Weiterhin spielte Rosseland im Trio unter dem Pianisten Christian Wallumrød und dem Bassisten Johannes Eick. Für die Aufnahme des Trios Fra Himmelen erhielt sie den norwegischen NOPA-Preis 1996. 2004 nahm sie mit dem Vibraphonisten Rob Waring und Johannes Eick unter ihrem Namen die CD Moment auf. Im Elin Rosseland Trio spielt sie zusammen mit Rob Waring und dem Bassisten Mats Eilertsen. 2006 war sie auf dem Oslo Jazzfestival an der Aufführung der von Helge Hurum für Big Band arrangierten Peer Gynt Suite von Edvard Grieg beteiligt. 2009 wurde sie mit dem Radka Toneff Minnepris ausgezeichnet.

## Diskografie
unter eigenem Namen
- 2004 – Moment
- 2007 – Elin Rosseland Trio

mit Fair Play
- 1988 – Fair Play

mit Søyr
- 1987 – Vectors
- 1993 – Bussene lengter hjem

mit Rosseland/Wallumrød/Eick
- 1997 – Fra himmelen

mit ESE
- 1999 – Gack!

als Gastmusikerin
- 1994 – Airamero – Airamero
- 1998 – Tya – Karl Seglem
- 2001 – 10 sanger – Lars Martin Myhre
- 2005 – Er – Nils Petter Molvær